# Агентност (социология)
В социалните науки, агентността (свобода на действие) е степента, до която хората разполагат със способността и ресурсите да осъществят своя потенциал. Социалната структура се състои от онези фактори на влияние (като социална класа, религия, пол, етническа принадлежност, способности, обичаи и т.н.), които определят или ограничават агентите и техните решения. Влиянията от структурата и агентността подлежат на обсъждане – не е ясно до каква степен действията на дадено лице са ограничени от социалните системи.
Агентността на човека е неговата независима способност да действа според волята си. Тази способност се влияе от когнитивната система на вярванията, която човек е формирал чрез опита си от обстоятелствата на средата, в която се намира, и позицията, в която се е родил, както и от възприятията, които обществото и индивидът имат по отношение на тези обстоятелства. Несъгласието относно степента на нечия агентност често предизвиква конфликт между противоречащите страните, например родители и деца.

## История
Концепцията за агентност съществува от времето на Просвещението, през което се е водило дебат дали човешката свобода се изразява чрез инструментална рационалност или действие базирано на морал и норми. Джон Лок твърди, че свободата се основава на личния интерес. Неговата концепцията за обществен договор доведе до идеята за агентността като способността на човешките същества да оформят обстоятелствата, в които живеят. Жан-Жак Русо предлага алтернативна гледна точка за тази свобода, като я представя като морална воля. Относно действието има раздвоение между рационалистичните и утилитарните, и нерационално-нормативните му характеристики, които Имануел Кант разглежда. Кант вижда свободата като нормативно обоснована индивидуална воля, управлявана от категоричния императив. Тези идеи са основа за грижите относно нерационалните действия, основани на норми в класическата социологическа теория, в противовес на гледната точка за рационалните инструментални действия.
Тези определения на агентността остават почти неоспорими до 19. век, когато философите започват да твърдят, че изборите, които хората правят, са определени от сили извън техния контрол. Например Карл Маркс твърди, че в съвременното общество хората са контролирани от идеологиите на буржоазията, Фридрих Ницше твърди, че човек прави избори въз основа на собствените си егоистични желания или „волята за власт“ и, известно, Пол Рикьор добавя Фройд – като трети член на „школата на подозрението“ – чрез който обяснява несъзнателните детерминанти на човешкото поведение. Аргументите на Лудвиг Витгенщайн за следването на правилото и идеята му за частния език в неговите Философски изследвания също си проправя път в дискусията за агентността, например в работата на Чарлз Тейлър.

## Определния и процеси
Агентността също се определя в списание „Американски социологически преглед“ (American Journal of Sociology) като процес на социален ангажимент, основан на миналото (итерационен елемент), но също така и ориентиран към бъдещето (проективен елемент, даващ способността за представянето на алтернативни възможности, свързани с желанията, надеждите и страховете на дадено лице), и към настоящето (практическо-оценъчен елемент, даващ способност за контекстуализиране на миналите навици и бъдещите проекти на дадено лице в рамките на непредвидените обстоятелства на момента). Тези елементи се използват за самостоятелното изучаване на различните характеристики на агентността, за да се направят цялостни заключения относно нея. Например, итерационния елемент е избирателното повторно активиране на минали модели на мислене и действие. По този начин актьорите имат рутинни действия в отговор на типични ситуации, които им помагат да поддържат идентичности, взаимодействия и институции във времето.

### Класификация на Хюсън
Мартин Хюсън, сътрудник в Йоркския център за международни изследвания и изследвания в областта на сигурността, описва три типа агентност: индивидуална, непряка и колективна. Индивидуалната агентност се случва, когато дадено лице действа от свое собствено име, докато непряката агентност се случва, когато дадено лице действа от името на някой друг (като например работодател). Колективната агентност възниква, когато хората действат заедно, като например при социалните движения. Хюсън разкрива три свойства на човешките същества, които пораждат агентността: преднамереност, власт и рационалност. Човешките същества действат с намерение и са целоориентирани. Те имат различно количество способности и ресурси, което води до това, че някои имат по-голяма степен на агентност от другите. Също така, хората използват интелекта си, за да ръководят действията си и да предвиждат последствията от действията си.

### В разговор
В своята работа върху разговорната агентност, Дейвид Гибсън определя агентността като действие, което насърчава уникалните цели на дадено лице предвид конкретните му ограничения. Ограничения като например кой говори, как се разпределя участието между участниците и ограничения относно темата и уместността могат да повлияят на възможността за изразяване на агентността. Възползването от момента, когато гореспоменатите ограничения са достатъчно „разхлабени,“ позволява на потребителите да изразят това, което Гибсън нарича „разговорна агентност“.

## Чувства
Социалният психолог Даниел Вегнер обсъжда как „илюзията за контрол“ може да накара хората да си приписват заслуги за събития, които не са причинили. Тези фалшиви преценки за агентността се появяват особено при стрес или когато резултатите от събитието са били такива, каквито индивидът е желал. Джанет Меткалф и нейните колеги са идентифицирали други възможни евристики или основни правила, които хората използват, за да правят преценки за агентността. Те включват модел, в който умът всъщност сравнява два сигнала, за да прецени действието: обратната връзка от движение, но също и „еферентно копие“ – умствено предсказание за това как се осеща тази обратна връзка. Обработката отгоре надолу (разбиране на ситуация и други възможни обяснения) също може да повлияе на преценките на агентността. Освен това относителната важност на една евристика спрямо друга изглежда се променя с възрастта.
От еволюционна гледна точка, илюзията за агентността (свобода на действие) е полезна, като позволява на социалните животни в крайна сметка да предскажат действията на другите. Ако някой се смята за съзнателен агент, тогава качеството на агентността му ще бъде интуитивно установено от другите. Тъй като е възможно да се заключат намеренията на друг, предположението за агентност позволява да се извлекат въз основа на тези намерения действията, които някой друг вероятно ще извърши.
При други условия сътрудничеството между два субекта с взаимно чувство за контрол е това, което Джеймс М. Доу, доцент по философия в колежа Хендрикс, определя като „съвместна агентност“. Според различните проучвания за оптимистични възгледи за сътрудничество, „съзнанието за колаборация предполага, че опитът на субектите, участващи в сътрудничество, включва положителен непосредствен опит с дейността, която е под съвместен контрол.“ Споделената агентност увеличава степента на контрол между тези, които си сътрудничат във всяка дадена ситуация, което в замяна може да има отрицателни ефекти върху лицата, с които се свързват и контактуват хората, които контролират съвместния проект. Ако съвместната агентност се държи от двама души, които вече са в позиция на власт, повишеното чувство на партньорите за свобода на действие засяга пряко тези, които са по-низши от тях. Чувството за агентност на по-низшестоящите най-вероятно ще намалее при съвместния контрол на по-висшестоящите поради фактори на сплашване и самота. Въпреки че съвместната работа за постигане на обща цел има тенденция да предизвиква повишено чувство за агентност, увеличаването на контрола може да има много непредвидени последици.

## Деца
Чувството на децата за агентността им често не се взема под внимание поради общоприетото убеждение, че те не са способни да вземат собствени рационални решения без ръководството на възрастен.